# Голев, Николай Данилович
Никола́й Дани́лович Го́лев (род. 22 августа 1946, р.п. Тальменка Алтайского края) — советский и российский лингвист, автор многочисленных трудов по русскому языку и общему языкознанию. Доктор филологических наук, профессор. Профессор кафедры русского языка Кемеровского государственного университета, заведующий лабораторией юрислингвистики и документоведения Кемеровского государственного университета, главный редактор журнала «Юрислингвистика». Является автором более 500 работ по вопросам дериватологии, лингвокогнитологии, лингводидактике, лингвоперсонологии, методики преподавания русского языка, морфологии, мотивологии, общего языкознания, ономасиологии, орфографии и пунктуации, письменной речи, семасиологии, лексикографии, топонамастики, художественного текста, юрислингвистики.

## Биография
В 1964 году окончил Тальменскую среднюю школу № 2. В 1971 году окончил филологический факультет Томского государственного университета. Затем поступил в аспирантуру Томского университета по кафедре русского языка, которую окончил в 1974 году. С 1974 является кандидатом филологических наук, тема диссертации «Система номинации конкретных предметов в русском языке», диссертация выполнена под руководством профессора О. И. Блиновой. С 1974 по 2004 год работал в Алтайском государственном университете ассистентом, старшим преподавателем, доцентом, а с 1993 профессором. С 2005 года работает в Кемеровском государственном университете.

## Научные интересы
- Ономасиология — наука о том, какими способами происходит обозначение предметов в русском языке. Кроме общетеоретических проблем Николай Данилович Голев много занимался конкретными исследованиями в этой области: диалектные наименования птиц, химическая терминология, сибирская топонимика
- Деривационная лексикология — наука о деривации (словообразовании, морфемике, мотивологии) в русском языке.
- Проблемы преподавания и обучения русскому языку в школе. Н. Д. Голев сторонник личностно-ориентированного обучения, приветствует индивидуальный подход к обучению, учитывающий в том числе и ментально-психологические особенности ученика. Н. Д. Голев отмечает, что в процессе обучения необходимо опираться не только на рациональные, но и на возможности интуиции школьника и студента. В рамках данной концепции им были разработаны методики индивидуального обучения языку.
- Проблемы орфографии и пунктуации. По мнению ученого, центральной здесь является идея о необходимости изучения закономерностей орфографии и пунктуации как проявлений естественной письменной речи рядовых носителей языка
- Обыденное метаязыковое сознание. Рефлексии рядовых носителей языка о самом языке, по мнению Н. Д. Голев, в существенной мере определяют устройство, функционирование и развитие языка, влияют на языковое образование, языковую политику и на науку о языке.
- Юрислингвистика. Является автором цикла теоретических статей, посвященных проблематике данной области, выступает в роли эксперта.
- Учебная деятельность
- Вузовские курсы «Словообразование, морфемика, морфология, орфография русского языка», «Философия языка». Специальные курсы «Юрислингвистика», «Лингвоперсонология», «Антиномический анализ языка», «Ономасиология», «Основы научного исследования».
- Разработана программа учебного процесса в рамках компетентностного обучения, названная Н. Д. Голевым термином «Ноотека»
- Школьные факультативные курсы «Риторика», «Орфография и лингвистическая культура».

### Экспертная деятельность.
Общее количество выполненных экспертиз в области юридической лингвистики — более 100. Среди них экспертизы по делам о защите чести и достоинства граждан, оскорбления и клеветы, экспертизы текстов договоров, трактовка текста официальных документов, инструкций, исследование товарных марок на предмет их сходства/различия, рекламных текстов на предмет корректности содержащихся в них сравнений, текстов речей судей перед присяжными, автороведческие экспертизы, экспертизы по делам, связанным с разжиганием межнациональной и межрелигиозной розни.

### Научная школа
Возглавляет научную школу «Социально-когнитивное функционирование русского языка».
Кандидатские диссертации, выполненные под руководством Н. Д. Голева
- Гусар Елена Геннадьевна. Роль суппозитивного фактора в деривации означаемого лексической единицы в тексте. — Барнаул, 1995
- Трубникова Юлия Витольдовна. Деривационное функционирование лексических единиц текста. Барнаул, 1997.
- Пересыпкина Ольга Николаевна. Мотивационные ассоциации лексических единиц русского языка (лексикографический и теоретический аспекты). — Барнаул,

1998.
- Толкунова Елена Геннадьевна. Семантическое описание современных русских рекламных текстов. Барнаул, 1998.
- Доронина Наталья Ивановна. Условия реализации деривационного потенциала слов русского языка (на материале деривационно-ассоциативного эксперимента). — Барнаул, 1999.
- Доронина Светлана Валерьевна. «Содержание и внутренняя форма русских игровых текстов: когнитивно — деятельностный аспект (на материале анекдотов и речевых шуток)». — Барнаул, 2000.
- Сайкова Наталья Владимировна. «Взаимодействие слова и текста в деривационном аспекте (на материале вторичных текстов разных типов)» — Барнаул, 2002.
- Киселева Оксана Анатольевна. Русская орфография в коммуникативном аспекте (экспериментальное исследование). — Барнаул, 2002.
- Матвеева Ольга Николаевна. Функционирование конфликтных текстов в правовой сфере и особенности его лингвистического изучения (на материале текстов, вовлеченных в юридическую практику)".- Барнаул, 2004.
- Татаринцева Елена Николаевна. Лингвоперсонологическое функционирование принципов русской орфографии. — Кемерово, 2005.
- Прокудина Ирина Сергеевна Русская языковая личность в аспекте лингвокогнитивных стилей репродуцирования научного текста (на материале студенческих авторефератов). — Кемерово, 2009.
- Шпильная Надежда Николаевна "Языковая картина мира в структуре речемыслительной деятельности русской языковой личности: на материале сочинений по картине В. А. Серова «Девочка с персиками». — Кемерово, 2010.
- Бикейкина Наталья Андреевна "Лингвоконфликтологическое и юрислингвистическое исследование имени собственного: на материале русских антропонимов". — Кемерово, 2011.
- Максимова Софья Алексеевна «Типы обыденной интерпретации художественных текстов рядовыми носителями русского языка подросткового возраста». — Новосибирск, 2011.
- Барышева Евгения Леонидовна «Русская православная проповедь: соотношение канонического и вариативного (лингвоперсонологический аспект)».- Кемерово, 2012.
- Дударева Яна Александровна «Номинативные единицы, связанные синонимическими и смежными с ними отношениями, как компоненты ассоциативно-вербальной сети». — Кемерово, 2012.
- Обелюнас Нина Владимировна «Конфликт интерпретаций текстов в аспекте оппозиции событийной и оценочной информации (на материале текстов российских СМИ)». — Кемерово, 2012.
- Замилова Анастасия Валерьевна «Лингвосоционическое моделирование русской языковой личности (на материале интернет-блога)». — Кемерово, 2013.
- Носкова Ольга Александровна "Лингвокогнитивный стиль журналиста (на материале радиопрограммы «особое мнение»). — Кемерово, 2013.
- Тваржинская Ольга Викторовна «Обыденная герменевтика поэтического текста: лингвоперсонологический аспект (на материале интерпретации стихотворений А. А. Фета рядовыми носителями русского языка)».- Кемерово, 2013.
- Воробьева Марина Евгеньевна "Интерпретационное функционирование юридического языка в обыденном сознании (на материале толкований юридических терминов рядовыми носителями русского языка). — Кемерово, 2014
- Напреенко Галина Викторовна «Лексико-квантитативное моделирование языковой личности в идентификационном аспекте: на материале русскоязычных интернет-дневников». — Кемерово, 2015.

Докторские диссертации, выполненные под руководством Н. Д. Голева
- Дмитриева Лидия Михайловна. Онтологическое и ментальное бытие топонимической системы (на материале русской топонимии Алтая). — Екатеринбург, 2003.
- Шкуропацкая Марина Геннадьеввна. Деривационная системность лексики (на материале русского языка. Кемерово, 2004.
- Чернышова Татьяна Владимировна «Тексты СМИ в ментально-языковом пространстве современной России» — Барнаул, 2005 г.
- Сологуб Ольга Павловна Современный русский деловой текст: генезис и функционирование. Кемерово, 2009.
- Ким Лидия Густовна «Вариативно-интерпретационное функционирование текста: теоретико-экспериментальное исследование». — Кемерово, 2010.
- Бринёв Константин Иванович «Теоретическая лингвистика и судебная лингвистическая экспертиза». — Кемерово, 2010.
- Мельник Наталья Владимировна «Деривационное функционирование русского текста: лингвоцентрический и персоноцентрический аспекты». — Кемерово, 2011.
- Тармаева Виктория Ивановна. «Когнитивная гармония как механизм текстовой деятельности (экспериментально теолретическое исследование)». Кемерово, 2012
- Шпильная Н. Н. «Русский диалогический текст: деривационный аспект». Кемерово, 2016.

### Монографии, учебные пособия, журналы, словари
Динамический аспект лексической мотивации. Томск, 1989.
- Антиномии русской орфографии. Монография. Барнаул, 1997. 2-е изд. М.: УРСС, 2004. — 158 с.
- Естественная письменная русская речь. Сб. материалов конференции / Под ред. Н. Д. Голева. . Ч.1 2, 3. — Барнаул, 2002, 2003, 2004. Ч.4, Кемерово, 2011 (под ред. Н. Б. Лебедевой)
- Морфология современного русского языка: учебное пособие для студентов в формате «Ноотека» / ГОУ ВПО «Кемеровский государственный университет». — Кемерово: Издательство Кемеровского государственного университета, 2006. — 208 с.
- Лингвоперсонология: типы языковых личностей и личностно-ориентированное обучение: Монография / Под ред Н. Д. Голева, Н. В. Сайковой, Э. П. Хомич. — Барнаул; Кемерово: БГПУ, 2006. — 435 с.
- Юрислингвистика-7: Русский язык как феномен правовой коммуникации: Межвузовский сборник научных статей / Под ред. Н. Д. Голева. — Барнаул: Изд-во Алт. ун-та, 2006. — 348 с.
- Юрислингвистика-8: русский язык и современное российское право: Межвузовский сборник научных трудов / под ред. Н. Д. Голева. — Кемерово; Барнаул, 2007. — 531 с.
- Обыденное метаязыковое сознание: онтологические и гносеологические аспекты. Часть 1: Коллективная монография / Отв. ред. Н. Д. Голев. — Кемерово; Барнаул: Изд-во Алт. Ун-та, 2009. — 532 с.
- Обыденное метаязыковое сознание: онтологический и гносеологический аспекты. Ч.II: Коллективная монография; отв. ред. Н. Д. Голев; ГОУ ВПО «Кемеровский государственный университет». — Томск: Издательство Томского государственного педагогического университета, 2009. — 457 с.
- Обыденное метаязыковое сознание: онтологический и гносеологический аспекты. Ч.III: Коллективная монография; отв. ред. Н. Д. Голев; ГОУ ВПО «Кемеровский государственный университет». — Кемерово,: Издательство Кемеровского государственного университета, 2010. 459 с.
- Обыденное метаязыковое сознание: онтологический и гносеологический аспекты. Ч.IV: Коллективная монография; отв. ред. Н. Д. Голев; ГОУ ВПО «Кемеровский государственный университет». — Кемерово: Издательство Кемеровского государственного университета, 2011. — 481 с.
- Лингвоперсонология и личностно-ориентированное обучение языку: учебное пособие / Н. Д. Голев, С. А. Максимова, Э. С. Денисова и др.; под ред. Н. В. Мельник; ГОУ ВПО «Кемеровский государственный университет». — Кемерово, 2009. — 384 с.
- Олимпиады по русскому языку для школьников, абитуриентов и студентов: Учебное пособие / Н.Д, Голев, отв. ред. Н. Н. Шпильная. — Кемерово: Изд-во Кемеровского ун-та, 2009. — 204 с.
- Юрислингвистика-10: Лингвоконфликтология и юриспруденция: межвузовский сборник научных трудов / Под ред. Н. Д. Голева и Т. В. Чернышова. — Кемерово, Барнаул, 2010. — 510 с.
- Юрислингвистика-11: Право как дискурс, текст и слово: межвузовский сборник научных трудов / Под ред. Н. Д. Голева и К. И. Бринева. — Кемерово, Барнаул, 2011. — 600 с.
- Словарь обыденных толкований русских слов. Лексика природы: в 2 т. — Т.1: А-М (абрикос-муравей) (478 слов-стимулов) / под ред. Н. Д. Голева. — Кемерово, 2012.

## Награды
- Почетный работник высшего профессионального образования Российской Федерации;
- Заслуженный работник высшей школы Российской Федерации